# Mydaea scolocerca
Mydaea scolocerca este o specie de muște din genul Mydaea, familia Muscidae, descrisă de Feng în anul 2000.
Este endemică în Sichuan. Conform Catalogue of Life specia Mydaea scolocerca nu are subspecii cunoscute.